# De underdog
De underdog is het zesde verhaal uit de stripreeks De kronieken van Amoras. Het is gemaakt door Marc Legendre en Charel Cambré. Het kwam uit in mei 2020. De naam van Willy Vandersteen wordt op de albumkaft ook genoemd.

## Verhaal
Tante Sidonia heeft financiële problemen; ze denkt dat ze, nadat de belasting is betaald, te weinig zal overhouden om iedereen in huis nog genoeg te eten te geven. 
Als Wiske op straat door een jonge man wordt belaagd, uitgescholden en lastiggevallen, slaat Suske deze man tegen de grond. Even later worden Suske en Wiske aangesproken door een man die zich voorstelt als Volodomyr. Hij biedt de twee een contract aan: als Suske, die overduidelijk goed kan boksen, meedoet aan de door Volodomyr en diens netwerk georganiseerde illegale wedstrijden, zullen de kinderen snel schatrijk zijn. Suske doet die avond mee met een van deze wedstrijden en wint. Hij krijgt als beloning een eerste voorschot van 1000 euro van Volodomyr en een Chinese man genaamd Liang, die in hetzelfde netwerk zit als Volodomyr.  
Het blijkt echter een vooropgezet plan te zijn; een van de handlangers van Volodomyr en Liang grist even later op straat de bankbiljetten uit Wiskes handen. Even later krijgt Wiske een sms-bericht met een aanwijzing waar ze moeten zijn om het geld terug te krijgen. Dit is in de Chinatown, maar Wiske wordt hier heimelijk ontvoerd door de bende van Volodomyr en Liang. Ze zal later worden uitgeleverd aan de pooier Morpion.
Suske wint intussen ook een tweede wedstijd, maar dit blijkt niet volgens de afspraak te zijn; Liang zegt na afloop tegen Suske dat die volgens het vooropgezette plan deze tweede wedstrijd had moeten verliezen (dus de underdog had moeten zijn). Dan blijkt dat Volodomyr bewust niet alles aan Suske heeft verteld, omdat hij het hele plan wilde saboteren en er intussen zelf met al het geld vandoor is gegaan. Volodomyr wordt later op straat geliquideerd door Liang. 
Uiteindelijk lukt het Suske, Lambik en Jerom om Wiske ongedeerd terug te vinden. Liang en diens bende worden gearresteerd, maar Morpion weet uit handen van de politie te blijven.